# Anne Torcapel
Anne Torcapel (Genève, 25 november 1916 - aldaar, 29 januari 1988) was een Zwitsers architecte.

## Biografie
Anne Torcapel was een dochter van John Torcapel, een architect, schilder en leraar aan de academie voor schone kunsten van Genève, en van Marthe Berthoud. In 1938 behaalde ze een diploma van ontwerper-architect aan de Académie des Beaux-Arts in Genève. In 1943 ging ze aan de slag bij haar vader, wiens bureau ze in 1960 zou overnemen.
In 1956 ontwierp ze samen met Marie-Louise Leclerc de gynaecologische kliniek en het operatiekwartier van de materniteit van Genève. Daarnaast ontwierp ze sociale woningen, zoals seniorenwoningen en huisvesting voor alleenstaande vrouwen, een woongebouw (samen met Alfred Damay) en een dertigtal villa's in Genève en omgeving.
Torcapel was meermaals voorzitster van de Union suisse des clubs Soroptimists en was betrokken bij het Geneefse paviljoen op de Schweizerische Ausstellung für Frauenarbeit van 1958.